# اندیس یادمارو
یادمارو یک اندیس فلزی است که در حوالی شهر قائن استان خراسان قرار دارد و مادهٔ معدنی موجود در آن، منیزیت است.  